# Schemarjahu Levin

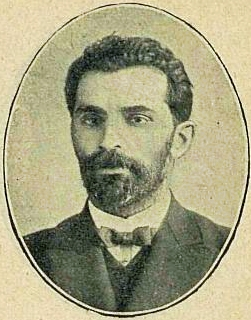
Schemarjahu Levin, 1906

Schmarjahu Levin, auch Shmarya Levin und Šemaryāhû Lewîn (russisch Шмарьяху Хаимович Левин; geboren 1867 in Swislatsch, Gouvernement Minsk, Russisches Reich; gestorben 9. Juni 1935 in Haifa Palästina) war ein zionistischer Politiker, Publizist und Schriftsteller.

## Leben
Schemarjahu Levin studierte bis zum 15. Lebensjahr an mehreren Talmudschulen, dann an der Friedrich-Wilhelms-Universität zu Berlin und der Albertus-Universität Königsberg. In Königsberg promovierte er 1900 zum Dr. phil. Bereits als Student in Berlin war er zionistisch aktiv. Mit Leo Motzkin war er einer der Vorkämpfer im Russisch-Jüdischen wissenschaftlichen Verein (gegr. 1887), aus dem später viele Führungspersönlichkeiten der Zionistischen Bewegung hervorgingen. 1903 trat er auf dem 6. Zionistenkongress als Gegner des Britischen Uganda-Programms auf. Im selben Jahr war er auch nach Deutschland übergesiedelt, wo er zu einem engagierten Mitarbeiter im Hilfsverein der deutschen Juden wurde.
Später zum Kronrabbiner in Grodno und Jekaterinoslaw ernannt, engagierte er sich besonders im jüdischen Schulwesen, wo er eine Ausweitung des hebräischen Lehrplanes erreichen konnte. Er nahm 1905 die Stelle eines Predigers (Bethaus Taarath kodesch) in Wilna an und gab ein jiddisches Tageblatt heraus. Als Abgeordneter der ersten russischen Duma ab 1906 sensibilisierte er in viel beachteten Reden eine größere Öffentlichkeit für die Judenfrage.
Auf dem 8. Zionistenkongress (Den Haag 1907) hielt er eine zentrale Rede über nationale Erziehung in Palästina. Von 1911 bis 1918 war er Mitglied des Engeren Zionistischen Aktionskomitees (EAC). Während des Ersten Weltkrieges entfaltete er in den Vereinigten Staaten und in Kanada eine groß angelegte Propagandatätigkeit für den Zionismus. 1919 gehörte er zur Führung der britischen Zionisten als Leiter des Büros für Erziehung und Kultur. Er stand seit 1920 im Dienst des Keren Hajessod und war zeitweilig dessen Direktor.
1924 übersiedelte er nach Palästina, wo er mit Chaim Nachman Bialik den hebräischen Verlag Dvir leitete. Durch seine unermüdliche Propaganda- und Sammeltätigkeit zur Gründung einer Technischen Hochschule in Palästina wurde er seit 1908 auch zu einem Gründervater des späteren Technions in Haifa. Zudem war er einer der wesentlichen Impulsgeber für die Aussöhnung der zionistischen Bewegung mit Achad Haʿam.

## Werke (Auswahl)
- Siwath Jisrael, 1896 (Anthologie hebräischer Poesie)
- Autobiographie, in: Der Vorwärts, New York 1928 f.
- In Milchume Zeiten (Aufsätze aus der Kriegszeit. Erinnerungen, Jiddisch und Englisch; deutsche Ausgabe 1932/1933)
- Jugend in Aufruhr. Übertragung von Martha Fleischmann. Berlin, Rowohlt 1931.
- Kindheit im Exil, Dt. Übertragung von Martha Fleischmann, Jüdische Buch-Vereinigung, Berlin 1935.
- Youth in Revolt, Engl. Übertragung von Maurice Samuel, George Routledge & Sons, Ltd., 2. Auflage, London 1939. 294 S.